# 우마무스메 신데렐라 그레이
우마무스메 신데렐라 그레이(일본어: ウマ娘 シンデレラグレイ, Uma Musume Cinderella Gray)는 Cygames에 의한 미디어 믹스 우마무스메 프리티 더비를 원작해 스기우라 마사후미가 글과 스토리보드를 그리고 쿠즈미 타이요가 그림을 그린 일본 만화 시리즈이다. 이 만화는 2020년 6월부터 슈에이샤의 매거진 주간 영 점프에서 연재 중이다. 2025년 4월 기준 일본에서는 단행본 19권이 출시되었다. TV 애니메이션 시리즈은 2025년 4월 6일부터 TBS에서 방영될 예정이다.

## 줄거리
개발중인 게임과 애니메이션, 만화에 다방면으로 대호평!
우마무스메 프리티 더비 최신 시리즈가 YJ 본지에 대등장!
주인공은 애니메이션에서도 대인기였던 그 최강의 우마무스메!?
지방에서 중앙의 전설로. 청춘을 달리는 신데렐라 스토리, 드디어 출발!!
그것은 회색 머리카락의 소녀가 '괴물'이라고 불릴 때까지의 이야기.